# SN 2009lo
SN 2009lo – supernowa typu II-P odkryta 20 listopada 2009 roku w galaktyce UGC 717. W momencie odkrycia miała maksymalną jasność 18,20m.